# Canadarm

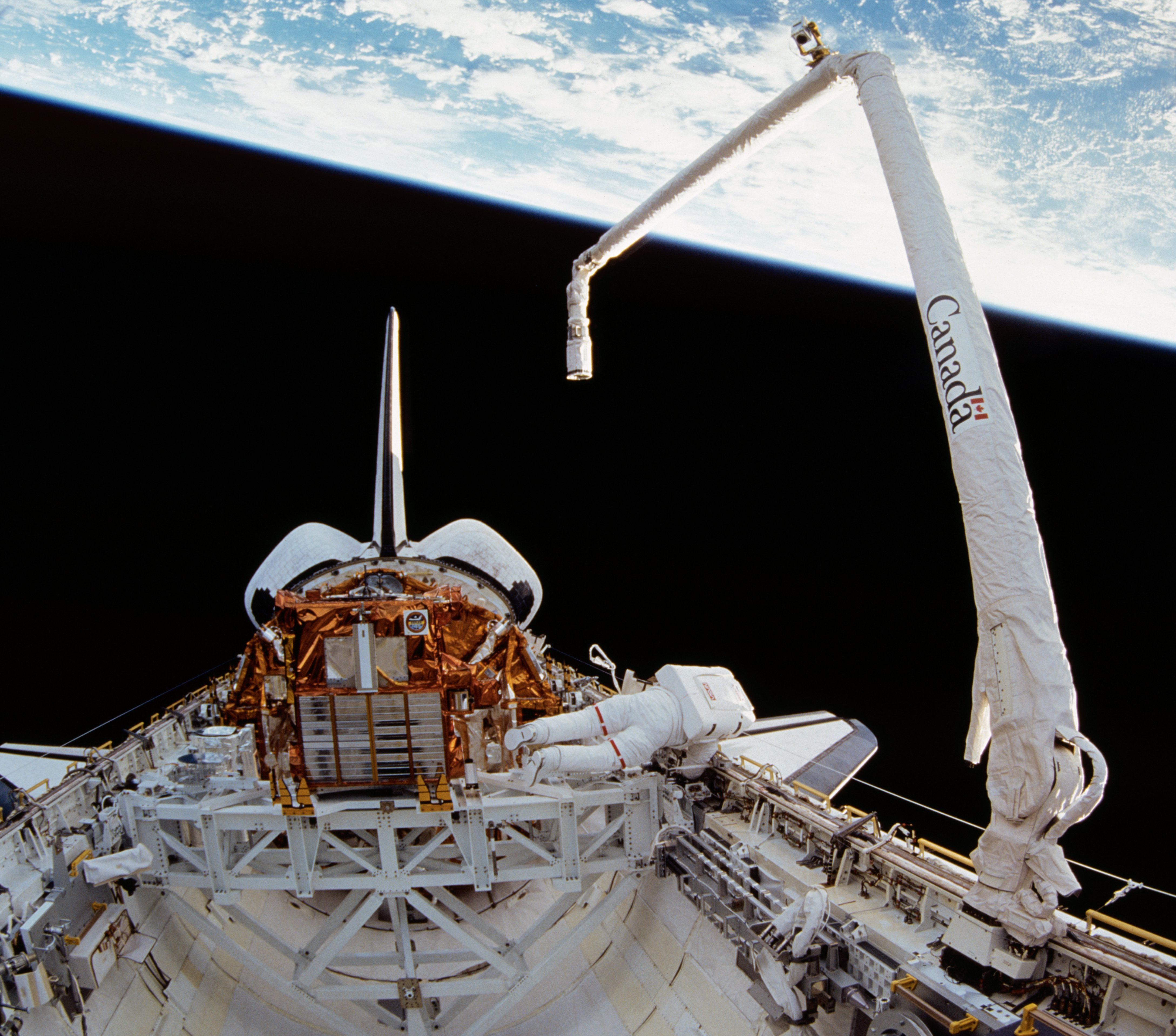
A Canadarm 1996-ban a Endeavour fedélzetén az STS–72 küldetésen

Canadarm (Canadarm–1), Kanada leghíresebb robot és a technológiai teljesítménye. A Space Shuttle (űrrepülőgép) program egyik, legfontosabb mechanikai eszköze.

## Küldetés
A SPAR Aerospace Ltd., a kanadai cég tervezte, fejleszti, teszteli és gyártja. A Canadarm, Shuttle Remote (SRM) manipulátor – mechanikus kar –  (műholdak indítás/elfogása, külső munkák [kutatás, szerelések], hővédőpajzs külső ellenőrzése) a NASA megrendelésére készült, az űrrepülőgép raktérben van beszerelve.

## Története
A NASA megrendelésére összesen öt manipulátor (20-, 202-, 301-, 302-, 303) épült. A 302-es a  Columbia katasztrófája során megsemmisült.
Első alkalommal az STS–2 fedélzetén alkalmazták, kiválóan vizsgázott mozgástesztje alkalmával. Az STS–7 Columbia fedélzetén első alkalommal szolgált, majd a Columbia fedélzetén további 50 esetben segítette az űrprogram teljesítését. Az STS–41–D, a Discovery űrrepülőgép, az  STS–61–B, az Atlantis űrrepülőgép, valamint az STS–49, az Endeavour űrrepülőgép első repülésétől alkalmazták. A Columbia űrrepülőgép katasztrófáját követően alkalmazták a hővédőpajzs külső ellenőrzésére. Az STS–135 űrrepülőgépen teljesítette 90. repülését. Az igények kiszolgálása érdekében a manipulátor a Nemzetközi Űrállomáson (ISS) folytatja szolgálatát. Az űrhajósok a kanadai kézfogás becenevet alkalmazzák.
A manipulátor alkalmazása érdekében a NASA, Houstonban a Lyndon B. Johnson Űrközpontban önálló képzéseket szervezett az űrhajósok számára (javítás, karbantartás és üzemeltetés). A manipulátor működést fedélzeti televíziós kamera segítségével lehet ellenőrizni. Az eszköz működését két űrhajós vezérli, az egyik irányítja a műveleti folyamatokat, a másik a  televíziós kamera segítségével ellenőrzi a műveleteket.

## Műszaki adatok
A Canadarm 12,2 méter hosszú, 38 centiméter átmérőjű. Súlya 410 kilogramm önmagában, részegységével 450 kilogramm. Hat ízület részből áll, technológiai igény alapján előre-hátra, le-fel, balra-jobbra mozgatható. A végére markoló (fogás, tartás, elengedés), ülés helyezhető (kutatás, szerelés, szemle). Irányítható a pilótafülkéből, illetve a raktérből. Az első robotkarok 332,5, az áttervezett 3293 kilogramm súlyú rakományt volt képes mozgatni. Veszély esetére robbanó parton nyújt segítséget a kar eltávolításában.

## Elismerés
Az Endeavour űrrepülőgép Canadarm eszköze a kanadai Repülési és Űrkutatási Múzeum  (Ottawa) állandó kiállítási tárgya.